# Polymera sordidipes
Polymera sordidipes är en tvåvingeart som beskrevs av Alexander 1938. Polymera sordidipes ingår i släktet Polymera och familjen småharkrankar.
Artens utbredningsområde är Colombia. Inga underarter finns listade i Catalogue of Life.